# 瑞秋·泰勒

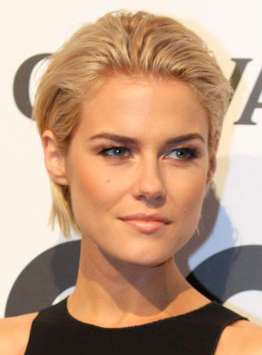
瑞秋·泰勒（2011年）

瑞秋·泰勒（Rachael Taylor，1984年7月11日）是一名澳洲女演員，出生於塔斯馬尼亞州朗塞斯頓。
泰勒於2005年開始演藝生涯，早期曾出演《類人體》（2005）、《非禮勿視》（2006）等驚悚片。2007年，出演科幻電影《變形金剛》，在片中擔任角色Maggie Madsen。其他泰勒出演的作品包含《鬼照片》（2008）、《紅狗背包客》（2011）、《黑暗時刻》（2011）、《金爆內幕》（2016）等。另外，她也出演過《潔西卡·瓊斯》（2015－2019）、《捍衛者聯盟》（2017）等電視劇。